# Падри-Орлини-Кјеза (Пјаченца)
Падри-Орлини-Кјеза је насеље у Италији у округу Пјаченца, региону Емилија-Ромања.
Према процени из 2011. у насељу је живело 23 становника. Насеље се налази на надморској висини од 483 м.